# ドールズ (1987年の映画)
『ドールズ』（原題：Dolls）は1987年制作のアメリカ合衆国のホラー映画。監督はスチュアート・ゴードン、脚本はエド・ナーハ、出演はスティーヴン・リー、ガイ・ロルフ、ヒラリー・メイソン、イアン・パトリック・ウィリアムズ、バンティ・ベイリーが務めている。この映画は、チャールズ・バンドとブライアン・ユズナがエンパイア・ピクチャーズを通して製作した。
ストーリーは、嵐の中、人形師の老夫婦の屋敷に避難した6人が、屋敷にあるさまざまな人形に、犯罪者の魂が封じ込められていることに気づくというもの。
この映画は、200万ドルの製作費に対して350万ドルの興行収入を上げ、批評家からはさまざまな評価を受けた。

## あらすじ
イギリスの田舎町で、激しい雷雨が幼いジュディと父親のデヴィッド、継母のローズマリーを襲った。避難所を求めて近くの邸宅に侵入した3人は、そこでガブリエルとヒラリーという親切な老夫婦に出会う。
ジュディが愛する人形テディを「失くした」(実際は冷酷な継母ローズマリーがテディを茂みに投げ込んだ)ことを知り、ガブリエルはジュディにMr.パンチ人形をプレゼントする。
さらに気さくなアメリカ人ビジネスマンのラルフと道中で車に同乗したイギリス人ヒッチハイカーのイザベルとイーニッドの3人が嵐からの隠れ場所を探し、邸宅に到着した。 ガブリエルは彼ら全員に夜を過ごすように勧める。
ジュディはすぐにこの屋敷がMr.パンチのような美しく精巧なおもちゃや人形でいっぱいであることを発見し、ガブリエルは自身がおもちゃ職人であることを説明する。ジュディとラルフは大喜びした。ラルフはおもちゃが好きで好きでたまらない、童心を持った大人だった。
イザベルとイーニッドは実は小盗人であり、ラルフの車にヒッチハイクをしてスリをするつもりだった。
その夜、イザベルは泥棒をするため自分の部屋からこっそり出た。そのため、彼女は独りでに動く人形たちに容赦なく襲われた。廊下にいたジュディがその様子を見てしまい、彼女は慌てて父デヴィッドに報告する。しかし、デヴィッドは放任主義で娘への思いやりがなく、彼もローズマリーもジュディが作り話をしていると非難する。
代わりに、ジュディはラルフを説得し、一緒に廊下を見に行くことになった。ラルフは当初、非常に懐疑的だったが、彼女の持つMr.パンチ人形が簡潔に彼らに話しかけた後、最終的にジュディを信じるようになる。
ローズマリーはその後動く人形たちに襲われ、逃げる途中で誤って窓から飛び降り、死んでしまう。
イザベルを捜したイーニッドは、ほぼ完全に人形へと変わり果てた彼女を発見する。イーニッドが逃げようとすると、おもちゃの大群が攻撃をして彼女を殺害した。
人形たちから解放されたジュディとラルフは工房に入るが、そこで怒り狂ったデヴィッドに見つかってしまう。ラルフは、人形たちが自分たちを攻撃してきたと説明しようとするが、デヴィッドは聞く耳を持たず、怒りのあまり娘とラルフの両方を気絶させる。
するとMr.パンチ人形が再び動き出し、デヴィッドを攻撃する。 他の人形たちが介入し、意識を失ったラルフとジュディを安全な場所に引きずり込む。Mr.パンチは激しい戦いの末、デヴィッドによって破壊された。
そこにハートウィック夫妻が現れ、自分たちは魔法使いの夫婦で、おもちゃを子供の心の拠り所として見ていると説明する。
ガブリエルとヒラリーは大人の苦々しさを嫌い、人々が彼らの屋敷に避難してくると、人形たちは訪問者をテストする。ラルフのように童心を理解する人々や、ジュディのような子供たちは助かり、人生をより豊かにして屋敷を後にする。しかし、デヴィッド、ローズマリー、イーニッド、イザベルのように、自分のやり方を変えようとしない人々は、決して屋敷から去ることができず、一からやり直し、永遠におもちゃとして大きな目的の中で新しい役割を演じなければならないのだ。
ハートウィック夫妻がそう説明すると、信じられないような、それでいて威嚇的なデヴィッドは、Mr.パンチの代わりにゆっくりと人形に変身していく。
翌朝、ハートウィック夫妻は、目覚めたラルフとジュディに、昨晩の出来事はただの夢だったと納得させる。ガブリエルはジュディに、「デヴィッドとローズマリーが名前を変え、イーニッドとイザベルと共に出国する」ことを説明するデヴィッドからの偽の手紙を読んだ。
ジュディはボストンで思いやりのある母親と永久に滞在することができ、その手紙を書いた「デヴィッド」はジュディとラルフにボストンへの飛行機のチケットを購入するのに十分なお金を残した。
ラルフとジュディは家を出て車で去るとき、ジュディはラルフが彼女と彼女の母親と一緒にいたいなら、彼はジュディの新しい父親になることができると彼にほのめかす。 ラルフはそのアイデアに興味を持った。
デヴィッド、ローズマリー、イーニッド、イザベルの人形が棚に置かれ、屋敷の外では粗野な両親とその子供が乗った別の車が近くで泥にはまるところで映画は終わる。

## キャスト
| 役名                       | 俳優                             |
| -------------------------- | -------------------------------- |
| ラルフ・モーリス           | スティーヴン・リー               |
| ジュディ・バウアー         | キャリー・ロレイン               |
| デヴィッド・バウアー       | イアン・パトリック・ウィリアムズ |
| ローズマリー・バウアー     | キャロリン・パーディー＝ゴードン |
| ガブリエル・ハートウィック | ガイ・ロルフ                     |
| ヒラリー・ハートウィック   | ヒラリー・メイソン               |
| イザベル・プランゲ         | バンティ・ベイリー               |
| イーニッド                 | キャシー・スチュアート           |

## 続編のキャンセル
監督のスチュアート・ゴードンは一時期、この映画の続編を監督することに興味を持っていた。
初稿は、「ジュディとラルフがボストンに戻った後、ラルフがジュディの母親と結婚し家族になる。ある日、ジュディはイギリスから送られてきた箱を受け取り、そこにはおもちゃ職人のガブリエルとヒラリーが人形として入っていた」というものだった。
しかし、この続編は実現しなかった。

## 反響
『ドールズ』は様々な批評を受けた。Rotten Tomatoesでは15人の批評家によるレビューで60%の支持を得ている。 Metacriticでは、5件のレビューに基づく55/100のスコアを付け、「賛否両論あるいは平均的」（mixed or average reviews）となった。
エイント・イット・クール・ニュースはDVDをレビューし、「この主題で、この時代に期待できるタイプの映画よりもはるかに優れた映画」と呼んでいる。
ロジャー・イーバートによる映画レビューはほとんど否定的で、「どこかの時点で、『ドールズ』はアイデア、コンセプトに過ぎない。衝撃を与え、私たちを巻き込むエンジンにはならない。」と書いている。しかし、この映画は「見栄えが良い」「壮大なお化け屋敷である」と認めている。
HorrorNews.netのジェフ・コールバンクは、ハートウィック夫妻を「13のベストホラー映画カップル」の1つとして挙げ、ガイ・ロルフ演じるガブリエル・ハートウィックを「それらすべての中で最も不気味なおもちゃ職人」であると述べた。
オールムービーの映画レビューは少々好意的であり、「この作品は、真面目に愛情を込めて作られた現代のおとぎ話であり、低予算によるいくらかの拙さによって、古典的な地位を逃しただけである。」と評した。

## 映像メディア
日本では1988年4月6日にポニーキャニオンよりVHSが発売された。その後2004年10月29日に東宝より「FANTASTIC! BOX」として発売された6枚組DVD-BOXの中の1枚に本作が収録され、2013年8月2日にハピネットよりBlu-rayが発売された。